# Corbulipora tubulifera
Corbulipora tubulifera är en mossdjursart som först beskrevs av Walter Douglas Hincks 1881.  Corbulipora tubulifera ingår i släktet Corbulipora och familjen Cribrilinidae. Inga underarter finns listade i Catalogue of Life.